# 相生橋 (山形県)
相生橋（あいおいばし）は、山形県米沢市にある最上川に架かる橋。

## 概要
かつては国道121号の一部であったが、現在は山形県道232号板谷米沢停車場線が通る。老朽化した木橋からの架け替えで建設され、1年4か月の工事の末、1928年（昭和3年）10月に完成。総工費は13万円で、米沢市では初めてのコンクリート橋となった。また、現存する米沢市内の橋の中では最も古い橋に数えられる。
1974年には両脇に歩道橋が増設された。